# Mohamed Amine Benhachem
Mohamed Amine Benhachem est un entraîneur marocain de football, né le 20 juin 1975 à Casablanca.
Après avoir passé 10 ans de carrière de joueur pro dans le poste de Milieu de terrain (lateral gauche), de 1994 à 2004, il a commencé sa carrière d'entraîneur en 2008, dont il est l'actuel entraîneur du WAC.

## Palmarès
Joueur
 Wydad AC :
- Coupe du Trône
  - Vainqueur : 2000/01

- Coupe des coupes de la CAF
  - Vainqueur : 2002

Entraîneur
 IR Tanger : 
- Botola Pro2
  - Champion : 2014/15

Distinctions personnelles
- "UMFP" Trophée de meilleur entraîneur de l'année 2015 de la Botola Pro2.